# Adelsried
Adelsried er en kommune i Landkreis Augsburg i Regierungsbezirk Schwaben i den tyske delstat Bayern, med knap 2300 indbyggere.
Kommunen består af landsbyerne Adelsried, Kruichen og Engelshof.
Ved Adelsried, der ligger ved motorvejen fra Stuttgart til München, oprettede man i 1958 den første Autobahnkirke.
- Wikimedia Commons har flere filer relateret til Adelsried